# Sông Rào Trăng
Sông Rào Trăng là một phụ lưu của sông Bồ, chảy ở huyện Phong Điền, thành phố Huế, Việt Nam.
Rào Trăng thuộc hệ thống Sông Hương. Sông có chiều dài khoảng 26 km, diện tích lưu vực 141 km². Sông còn được gọi là Khe Bùn.

## Dòng chảy
Sông bắt nguồn từ vùng núi cao ở tây nam xã Phong Mỹ huyện Phong Điền, trong đó có đỉnh Va La Dút cao 1346 m 16°24′28″B 107°09′22″Đ / 16,407787°B 107,156076°Đ.
Sông chảy về hướng đông chếch nam. Qua các xã Phong Xuân, Phong Sơn thì đổ vào sông Bồ. 16°23′04″B 107°21′03″Đ / 16,384454°B 107,350903°Đ Vùng cửa sông hiện là hồ của Thủy điện Hương Điền..

## Thủy điện
Trên vùng Rào Trăng năm 2020 có cụm thủy điện A Lin - Rào Trăng với 4 bậc với tổng công suất lắp máy 89 MW.
- Thủy điện A Lin B1 có công suất lắp máy 42 MW với 2 tổ máy, sản lượng điện hàng năm 165 triệu KWh, khởi công tháng 10/2010, hoàn thành tháng 1/2019. A Lin B1 có đập chính trên suối A Lin 16°18′43″B 107°08′55″Đ / 16,311886°B 107,1487°Đ ở xã Trung Sơn huyện A Lưới, cừa hầm dẫn nước cách đập 6 km, đường hầm 4 km đưa nước tới nhà máy ở xã Phong Mỹ huyện Phong Điền, xả nước ra Rào Trăng.
- Thủy điện A Lin B2 có công suất lắp máy 20 MW với 2 tổ máy, sản lượng điện hàng năm 70 triệu KWh, khởi công năm 2016, hoàn thành tháng 11/2019. 16°24′15″B 107°12′10″Đ / 16,404101°B 107,202715°Đ
- Thủy điện Rào Trăng 3 có công suất lắp máy 13 MW với 2 tổ máy, sản lượng điện hàng năm 44 triệu KWh, khởi công năm 2016, hoàn thành năm 2019, xây dựng trên Rào Trăng tại xã Phong Xuân. 16°24′38″B 107°13′41″Đ / 16,410472°B 107,228174°Đ
- Thủy điện Rào Trăng 4 có công suất lắp máy 14 MW với 2 tổ máy, sản lượng điện hàng năm 46 triệu KWh, khởi công năm 2016, hoàn thành năm 2019, xây dựng tại xã Phong Xuân. 16°23′50″B 107°17′53″Đ / 16,39731°B 107,298038°Đ

Thủy điện A Lin B1 đưa nước từ suối A Lin trong mạng lưới sông Sê Kông - Mekong sang Rảo Trăng, tăng nguồn nước cho 3 bậc còn lại và cho cả Thủy điện Hương Điền 16°27′30″B 107°25′21″Đ / 16,458333°B 107,4225°Đ trên sông Bồ.

### Ảnh hưởng môi trường
4 thủy điện Rào Trăng 3, Rào Trăng 4, Alin B1 và Alin B2, nằm trong vùng lõi và khu phục hồi sinh thái của khu bảo tồn thiên nhiên Phong Điền. Các công trình thủy điện đã gây ảnh hưởng trực tiếp đến hệ thống sinh thái, tài nguyên rừng và nhiều diện tích rừng buộc phải chuyển đổi mục đích.  

## Sự cố sạt lở
Ngày 12/10/2020, một vụ sạt lở kinh hoàng đã xảy ra tại nhà máy thủy điện Rào Trăng 3 thuộc xã Phong Xuân, huyện Phong Điền, Thừa Thiên – Huế. Ngay trong chiều 12/10/2020, đoàn cứu hộ với 21 thành viên tiến vào hiện trường.
Tối cùng ngày, đoàn cứu hộ nghỉ tại Trạm Kiểm lâm thuộc tiểu khu 67. Tuy nhiên, đến 0h ngày 13/10, tại tiểu khu 67 nơi đoàn dừng chân đã tiếp tục xảy ra sạt lở. Đoàn công tác gồm 21 người nhưng chỉ 8 người thoát nạn, 13 người mất tích, chưa liên lạc được.
Ngày 13/10/2020, nhiều công nhân từ thủy điện Rào Trăng 3 đã di chuyển an toàn sang thủy điện Rào Trăng 4 để chờ được cứu hộ. Tổ trinh sát của công an tỉnh Thừa Thiên – Huế đã tiếp cận được với nhà máy thủy điện Rào Trăng 4, tiếp ứng lương thực thực phẩm và đưa 5 người bị thương đi cấp cứu.
Sáng 14/10/2020, trực thăng được điều động tham gia công tác cứu hộ. Số người tham gia cứu hộ cũng tăng lên 600 người. UBND tỉnh Thừa Thiên –  Huế xác nhận còn 30 người mất tích chưa liên lạc được. Trong đó có 17 công nhân tại Nhà máy Thủy điện Rào Trăng 3 và còn 13 người trong đoàn đi cứu nạn.
Đến trưa 14/10/2020, lực lượng cứu hộ đã mở đường đến vị trí 13 người trong đoàn cứu hộ bị vùi lấp, lực lượng cứu hộ khẩn trương tìm kiếm những người bị nạn.
Chiều 14/10/2020, tại Thủy điện Rào Trăng 4, nơi nhiều công nhân di chuyển từ Rào Trăng 3 sang chờ cứu viện, đã đưa được 19 người, trong đó có 1 người tử vong về bệnh viện.
Ngày 15/10/2020, lực lượng cứu hộ tìm thấy toàn bộ 13 thi thể cán bộ, chiến sĩ bị mất tích. Danh tính của 13 nạn nhân đã được xác định.
Nguồn: GiaiNgo
- Ngày 12/10/2020, trong đợt Lũ lụt miền Trung Việt Nam năm 2020, cả nửa quả đồi sạt lở, vùi lấp nhà điều hành thủy điện Rào Trăng 3, xã Phong Xuân, huyện Phong Điền, khiến 1 người tử vong, 16 công nhân mất tích. [7] Đây là nhà máy thủy điện thứ 13 tại Thừa Thiên Huế được cấp phép đầu tư xây dựng.  [8] 13 người trong đoàn đi cứu nạn tại thủy điện Rào Trăng 3 trong ngày 12/10 cũng bị đất lở vùi dập. Thi thể của họ được tìm thấy tại Trạm kiểm lâm 67, xã Phong Xuân, huyện Phong Điền, tỉnh Thừa Thiên Huế trong đó có Thiếu tướng, Phó Tư lệnh Quân khu 4, Chỉ huy trưởng Sở Chỉ huy tiền phương chống lũ Nguyễn Văn Man [9]